# Syspira
Syspira là một chi nhện trong họ Miturgidae.